# Racjonalizacja
Racjonalizacja (od łac. ratio „rozum”) – w psychologii jeden z mechanizmów obronnych – pozornie racjonalne uzasadnianie po fakcie swoich decyzji i postaw, kiedy prawdziwe motywy pozostają ukryte, często także przed własną świadomością.
Dwie typowe odmiany racjonalizacji zostały nazwane „kwaśnymi winogronami” i „słodkimi cytrynami”.
- Kwaśne winogrona to uznawanie za nieważny cel, którego nie osiągnęliśmy.
- Słodkie cytryny to wmawianie sobie, że przykre zdarzenia i sytuacje, będące naszym udziałem, są w rzeczywistości przyjemne.

Jest to także forma automatycznej obrony przed depresją – kiedy człowiek odczuwa naraz wiele negatywnych bodźców, bądź jest uczestnikiem nieprzyjemnych zdarzeń, to ma nienaturalnie wyśmienity humor, jest podekscytowany i tryska energią.
Inną formą racjonalizacji jest szukanie winnych za zaistniałe nieprzyjemne wydarzenie wokół siebie, zamiast uznania własnej winy.